# Komm, süßer Tod (Bach)

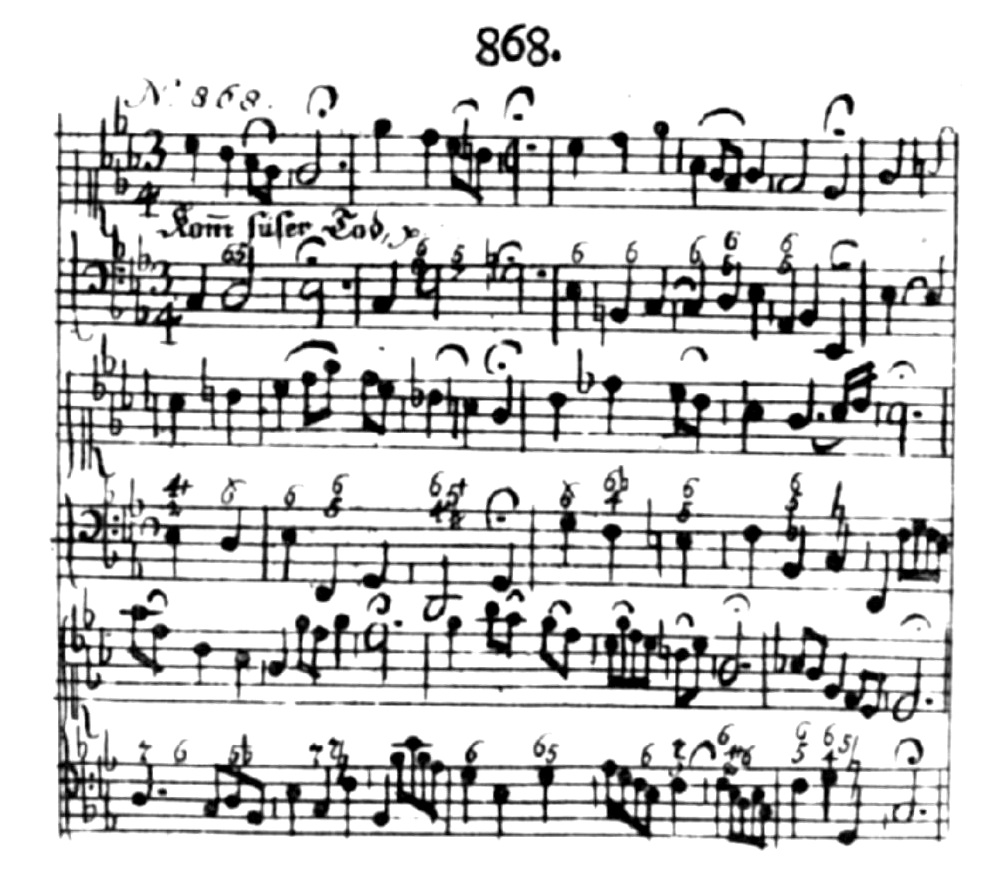
Komm, süßer Tod, Erstdruck 1736
rahmenlos

Komm, süßer Tod ist ein geistliches Lied für Solostimme und bezifferten Bass von Johann Sebastian Bach. Den zugrundeliegenden fünfstrophigen Text dichtete ein unbekannter Verfasser um 1724. Bach komponierte das Lied (BWV 478) für das 1736 in Leipzig erschienene Musicalische Gesang-Buch Georg Christian Schemellis. Dort hat es die Nummer 868, in der Neuen Bach-Ausgabe (NBA) die Nummer 59.

## Eigenart und Rezeption
Der im Text formulierten Todes- und Himmelssehnsucht gibt Bachs melismenreiche Melodie gestisch – zweifach absteigender Melodiebeginn; Sextsprung auf „führe mich“ – und harmonisch intensiven Ausdruck. Durch diese Expressivität bei Einfachheit der musikalischen Mittel gehörte das Lied lange zu den bekanntesten Werken Bachs und war auch in populären Hausmusiksammlungen enthalten.
Bachs Melodie regte andere Komponisten zu Bearbeitungen an, so Max Reger zu einem Choralvorspiel für Orgel. Leopold Stokowski schuf eine Bearbeitung für großes Orchester, Virgil Fox eine für romantische Orgel; bekannt geworden ist auch das Arrangement für Cello und Klavier von Alexander Iljitsch Siloti durch die Interpretation von Pablo Casals. Knut Nystedt lässt in seiner Bearbeitung Immortal Bach (Unsterblicher Bach) aus dem Jahr 1988 die beiden Anfangszeilen zunächst vierstimmig a cappella vortragen, dann singen fünf vierstimmige Chöre diese Zeilen gleichzeitig in verschieden gedehntem Tempo.

## Text
1. Komm, süßer Tod, komm, selge Ruh!

Komm, führe mich in Friede,

weil ich der Welt bin müde,

ach komm, ich wart auf dich,

komm bald und führe mich,

drück mir die Augen zu.

Komm, selge Ruh!

2. Komm, süßer Tod, komm, selge Ruh!

Im Himmel ist es besser,

da alle Lust viel größer,

drum bin ich jederzeit

schon zum Valet bereit,

ich schließ die Augen zu.

Komm, selge Ruh!

3. Komm, süßer Tod, komm, selge Ruh!

O Welt, du Marterkammer,

ach! bleib mit deinem Jammer

auf dieser Trauerwelt,

der Himmel mir gefällt,

der Tod bringt mich darzu.

Komm, selge Ruh!

4. Komm, süßer Tod, komm, selge Ruh!

O, dass ich doch schon wäre

dort bei der Engel Heere,

aus dieser schwarzen Welt

ins blaue Sternenzelt,

hin nach dem Himmel zu.

O selge Ruh!

5. Komm, süßer Tod, komm, selge Ruh!

Ich will nun Jesum sehen

und bei den Engeln stehen.

Es ist nunmehr vollbracht,

drum, Welt, zu guter Nacht,

mein Augen sind schon zu.

Komm, selge Ruh!

## Diskographie
- cpo: Schemelli-Gesangbuch – 57 Sacred Songs, BWV 439–507 (Doppel-CD), 9. November 2006